# Cyclops strenuus
Cyclops strenuus – gatunek widłonoga z rodziny Cyclopidae. Nazwa naukowa gatunku została po raz pierwszy opublikowana w 1851 roku przez niemieckiego lekarza i zoologa Sebastiana Fischera.
Cyclops strenuus powszechnie występuje w polskich wodach słodkich, jest groźnym, drapieżnym pasożytem, który żyje na rybich skrzelach. Polski hydrobiolog Zygmunt Koźmiński prowadził badania nad gatunkiem Cyclops strenuus, w 1927 przedstawił swoje wnioski w rozprawie pt. Über die Variabilität der Cyclopiden aus der strenuus Gruppe auf Grund von quantitativen Untersuchungen. Cyclops strenuus posiada rozmiary 0,2–2,0 mm i zalicza się do mezoplanktonu. Polski parazytolog Jerzy Ruszkowski stwierdził, że skorupiaki z tego gatunku są żywicielami pośrednimi pospolitego tasiemca Drepanidotaenia lanceolata, który atakuje ptaki wodne.